# Exelis dicolus
Exelis dicolus là một loài bướm đêm trong họ Geometridae.